# Armand Genoud
Armand Genoud (* 6. Juli 1930 in Mission) ist ein ehemaliger Schweizer Skilangläufer.
Genoud, der für den SC Anniviers startete, war von 1954 bis 1956 Mitglied der Schweizer Skilanglaufmannschaft. Dabei kam er bei den Schweizer Meisterschaften 1954 in Grindelwald auf den vierten Platz und bei den Schweizer Meisterschaften 1955 in Les Rasses auf den neunten Rang im 15-km-Lauf. Bei seiner einzigen Teilnahme an Olympischen Winterspielen im Januar 1956 in Cortina d’Ampezzo belegte er den 41. Platz über 30 km. Genoud war zunächst als Polizist und von 1967 bis 1980 als Trainer der Walliser Skilanglaufmannschaft tätig. Er ist Vater von fünf Kindern und besitzt ein Sportgeschäft in Zinal.